# Allium brachyscapum
Allium brachyscapum är en amaryllisväxtart som beskrevs av Aleksei Ivanovich Vvedensky. Allium brachyscapum ingår i släktet lökar, och familjen amaryllisväxter. Inga underarter finns listade i Catalogue of Life.